# Komplexer Vulkan

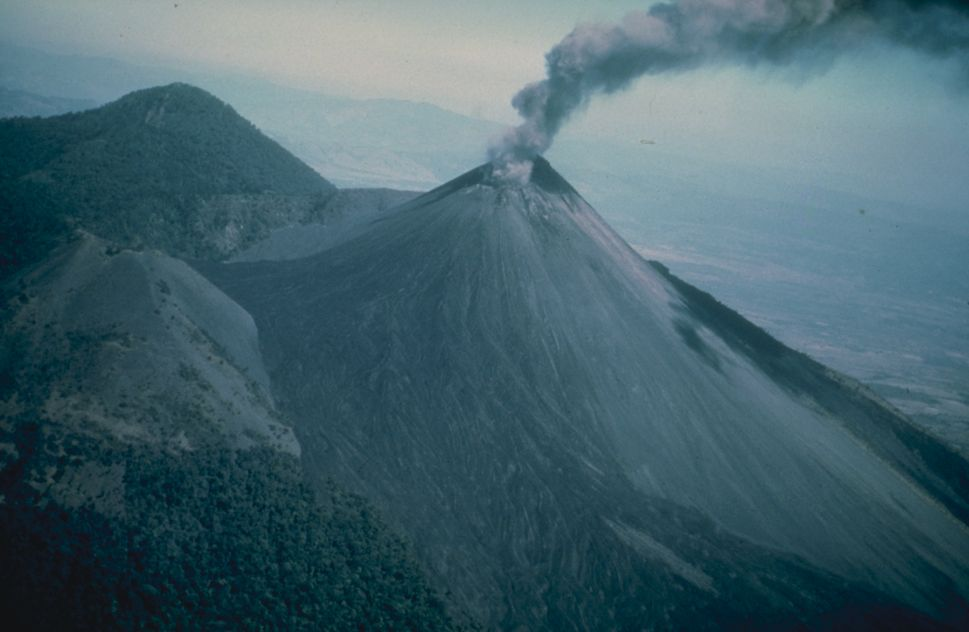
Eine Eruption des Pacaya, Guatemala in 1976

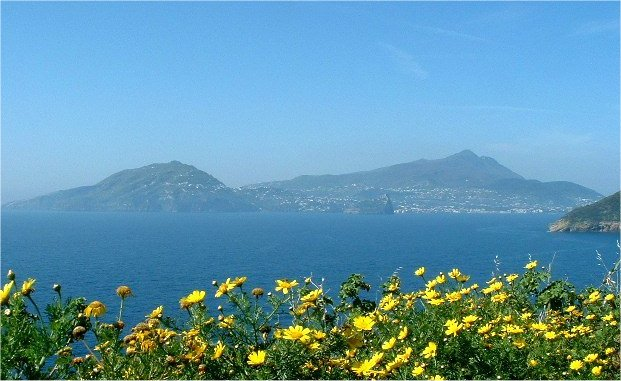
Die Insel Ischia in Italien

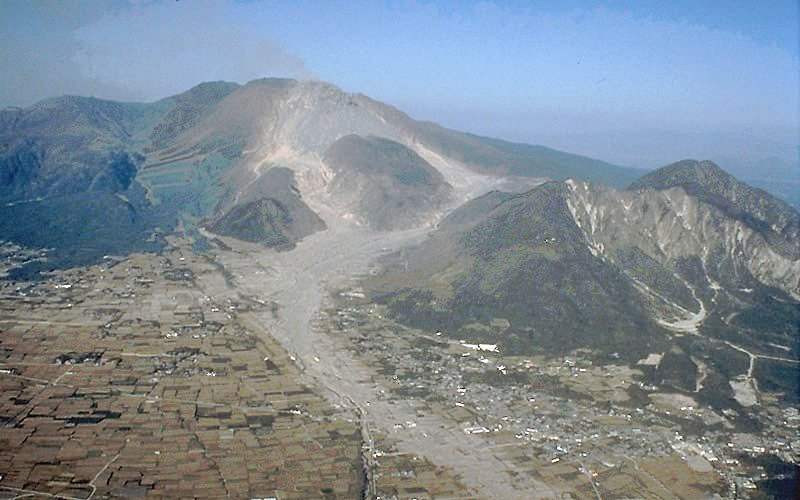
Der Unzen in Japan

Ein komplexer Vulkan (engl.: complex volcano oder compound volcano) ist ein Vulkangebäude, das aus mehreren Vulkantypen besteht, von denen keiner das Erscheinungsbild dominiert.
Solche Vulkane entstehen, wenn sich das Ausbruchsverhalten entscheidend verändert, oder sich die Ausbruchsstellen verlagern. So können Schichtvulkane durch eine große plinianische Eruption ihre Spitze verlieren und eine Caldera bilden, in der dann Schlackenkegel oder Lavadome heranwachsen.

## Beispiele
Die Insel Ischia in Italien ist ein typisches Beispiel. Hier entstanden über einer alten Caldera Lavadome, Tuffringe und Schlackenkegel. Tuffablagerungen und Lavaströme formen zusätzlich das Landschaftsbild.
Der Unzen in Japan besteht aus mehreren überlappenden Schichtvulkanen und Lavadomen, die durch ihre gefährlichen pyroklastischen Ströme bekannt geworden sind.
Weitere Beispiele sind:
- Ätna (Sizilien, Italien)
- Asama (Honshū, Japan)
- Banahaw (Luzon, Philippinen)
- Galeras (Kolumbien)
- Pacaya (Guatemala)